# 帝国燃料興業
帝国燃料興業株式会社（ていこくねんりょうこうぎょう）は、帝国燃料興業株式会社法（1937年8月10日公布、法律第52号）によって1938年1月19日に設立された特殊会社である。人造石油の生産を目的としていた。

## 概要
人造石油の製造には巨額な資金が必要であるとされ、これを援助するために設立された。（人造石油の製造には、貴族院本会議委員長報告によれば、7億7000万円必要であるとされた。）
資本金は1億円。
帝国燃料興業株式会社は、人造石油製造事業の振興を図るために必要な事業を営むものであって、資本金1億円のうち政府が5000万円を出資し、また次のような保護を与えた。
- 政府以外の者が所有する株式に6分配当を行なうまで政府保有株式には配当を要しない、
- 政府は帝国燃料興業株式会社に対し第三営業年度まで4分配当、第四ないし十営業年度まで6分配当を補給する、
- 政府は帝国燃料興業株式会社債券（後述）の元利支払を保証する、
- 租税を免除する、

また燃料興業株式会社法によって、
- 第1回払込を10分の1とする、
- 払込資本金の3倍に当たる「燃料興業債券」を発行し得る

などの特典が与えられた。